# Scherz-Polka
Scherz-Polka, op. 72, är en polka av Johann Strauss den yngre från 1849.

## Historia
Den 25 september 1849 dog Johann Strauss den äldre av scharlakansfeber. Det sätt på vilket Johann Strauss den yngre antog sin fars mantel av 'Vorgeiger aller Wiener' (Första fiolen för alla wienare) var lika karakteristiskt för honom som det var förvånande för allmänheten. Efter en hård debatt valde medlemmarna i faderns orkester den 23-årige sonen till deras nya dirigent. Den 7 oktober 1849 stod Johann Strauss för första gången i spetsen för sin fars orkester i Volksgarten- och presenterade en konsert som helt ägnades åt musik av fadern. Inte förrän vid balsäsongen i november presenterade Strauss några nya verk komponerade av sig själv. Den 28 november, vid säsongens första festliga bal, framförde han verket Scherz-Polka. Det är osäkert var någonstans konserten ägde rum; antingen i danslokalen Zum Sperl eller i Sofiensaal.

## Om polkan
Speltiden är ca 1 minuter och 59 sekunder plus minus några sekunder beroende på dirigentens musikaliska tolkning.

## Weblänkar
- Dynastin Strauss 1849 med kommentarer om Scherz-Polka.
- Scherz-Polka i Naxos-utgåvan.